# Rivière des Côtes de Fer
Rivière des Côtes de Fer är ett vattendrag i Haiti.   Det ligger i departementet Sud, i den sydvästra delen av landet, 80 km sydväst om huvudstaden Port-au-Prince.